# Droga A310 (Rosja)
Droga federalna A310 (ros. Федера́льная автомоби́льная доро́га А310) – droga federalna znajdująca się na terenie Rosji. Łączy Czelabińsk z granicą z Kazachstanem. Na początkowym odcinku o około 45 km długości jest drogą bezkolizyjną.
W czasach Związku Radzieckiego przebiegała także w Kazachskiej SRR przez Celinograd (obecnie Astana) do Ałmaty.
Aż do lat 90. w ciągu trasy znajdował się odcinek Jekaterynburg – Czelabińsk o długości 232 km łączący się z drogą, którą później uznano za odgałęzienie arterii M5 «Ural».
W 2010 roku nadano drodze numer A310. Poprzednie oznaczenie, M36, było wykorzystywane równolegle do końca 2017 roku.

## Trasy międzynarodowe
Droga na całej długości jest częścią trasy europejskiej E123 oraz trasy azjatyckiej AH7.

## Przebieg drogi
Obwód czelabiński
0 km - Czelabińsk, dojazd do M5 «Ural i R254 «Irtysz»
13 km - zjazd na południową obwodnicę Czelabińska (droga 75K-205) oraz na drogę 75K-012 przez Jetkul do Oktjabrskoje
18 km - koniec wspólnego odcinka z 75K-205
24 km - Korkino
26 km - skrzyżowanie z drogą do Pierwomajski (12 km)
41 km - Jemanżelińsk
60 km - skrzyżowanie z drogą do Krasnogorski (4 km)
91 km - Jużnouralsk, droga do Uwelski (5 km)
92 km - skrzyżowanie z drogą 75K-004 (dawniej R360) przez Plast do Magnitogorsku
124 km - skrzyżowanie z drogą 75К-237 do Berlin (15 km)
142 km - Troick, skrzyżowanie z drogą 75K-023 do Oktjabrskoje
150 km - granica z Kazachstanem

### Dawny przebieg do 1991 roku
kilometraż od Jekaterynburga
541 km - Kustanaj
994 km - Atbasar
1250 km - Celinograd (Astana)
1469 km - Karaganda
1834 km - Bałchasz
2458 km - Kaskeleng (koło Ałmaty), połączenie z M39